# Lužice (Boêmia do Sul)
Lužice é uma comuna checa localizada na região da Boêmia do Sul, distrito de Prachatice.